# Boa Vista (Leiria)
Pour les articles homonymes, voir Boa Vista (homonymie).
Boa Vista est une freguesia portugaise située dans le District de Leiria.
Avec une superficie de 8,99 km2 et une population de 1 926 habitants (2001), la paroisse possède une densité de 214,2 hab/km2.
Boa Vista est réputée dans la région pour son Leitão (cochon de lait).

## Histoire

### Héraldique
| Armes de Boa Vista | La commune de Boa Vista porte: de sinople à deux épis de blé passés en sautoir à leur base, surmontés d'une fleur de lys d'argent et soutenus d'un cochon au naturel |